# Zajączków (województwo świętokrzyskie)
Zajączków – wieś w Polsce, położona w województwie świętokrzyskim, w powiecie kieleckim, w gminie Piekoszów.
Do 1954 roku siedziba gminy Zajączków. W latach 1975–1998 wieś należała administracyjnie do województwa kieleckiego.
Przez wieś przechodzi żółty szlak turystyczny z Wiernej Rzeki do Chęcin oraz niebieska ścieżka rowerowa do Piekoszowa.

## Części wsi
| SIMC    | Nazwa       | Rodzaj    |
| ------- | ----------- | --------- |
| 0261960 | Międzygórze | część wsi |
| 0261976 | Obory       | część wsi |
| 0261982 | Ostra Górka | część wsi |

## Historia
Zajączków to miejscowość o najstarszym rodowodzie w Gminie Piekoszów. Już w roku 1306 późniejszy król Władysław Łokietek obdarował biskupa krakowskiego Jana Muskatę zamkiem chęcińskim i 11 wsiami – m.in. Zajączkowem. W 1554 r. król Zygmunt August wydzielił Zajączków (królewską wieś) ze starostwa Chęcińskiego, a także Wesołą, Miedziankę i Gałęzice, i utworzył z nich dzierżawę, przekazując ją Hieronimowi Szafrańcowi, a potem jego synom Piotrowi i Janowi. W XVIII wieku dzierżawa Zajączków była w rękach Marianny Ewy Męcińskiej Małachowskiej, żony Mikołaja, a od roku 1789 następcą został książę Stanisław Poniatowski, podskarbi wielki Wielkiego Księstwa Litewskiego – ojciec króla Stanisława Augusta Poniatowskiego.
W Zajączkowie, w drodze z Chęcin do Małogoszcza, stacjonował oddział Czengierego, przed pamiętną bitwą. Zwłoka ta umożliwiła wymknięcie oddziałów Langiewicza z okrążenia. W roku 1914 po rzece Łośnej przebiegał front, w Zajączkowie zaś stacjonowały wojska rosyjskie. Po odzyskaniu niepodległości w 1918 roku Zajączków był aż do 1972 roku siedzibą gminy, do której należały również wsie: Wesoła, Lesica i Gałęzice.
W szkole podstawowej w Zajączkowie i we wsi w 1956 r. kręcono film Tajemnica dzikiego szybu z braćmi Damięckimi w rolach głównych. W filmie tym nazwa wsi Zajączków została zmieniona na Wilczków.
W Zajączkowie mieści się siedziba Ochotniczej Straży Pożarnej powstałej w 1943 roku, biblioteka gminna i Szkoła Podstawowa im. Bohaterów Powstania Styczniowego.

## Zabytki
- Drewniany dom nr 36 z końca XIX wieku.
- Młyn na Wiernej Rzece koło Rudy i Zajączkowa. Wybudowano go na spiętrzeniu usypanym z żużla. W XV wieku pracowała tu dymarka o wytopie ciągłym, gdzie miechy poruszało koło wodne, a w piecu przetapiano okoliczną rudę darniową. Sprowadzeni kopacze, czyli rudnicy wybudowali istniejącą dotąd wioskę Kopaniny. Historyk Jan Długosz odnotował pod rokiem 1440, że zajączkowska „fabrica ferrari” uposażona była w grunt orny. Dymarka pracowała 150 lat do wyczerpania wystąpień rudy. Na likwidację zakładu wyraził zgodę król Zygmunt August i miało to miejsce w 1554 roku. Stąd nazwa wymienionej miejscowości Ruda.